# London SS
London SS est un groupe de punk rock britannique, originaire de l'Angleterre. Formé en mars 1975 par le guitariste Mick Jones et le bassiste Tony James, il est l'un des premiers groupes de la scène punk rock anglaise. En 2012, Brady rassemble une nouvelle formation du groupe avec Jimi McDonald, Taj Sagoo, Michael Kane, et Andi Emm.

## Biographie
London SS est formé en 1975. À cette époque, le nom du groupe cause des problèmes dans certains quartiers car SS est généralement compris comme faisant référence aux SS nazis. Cela hantera par la suite Mick Jones quand les membres de The Clash s'imposeront comme l'un des principaux groupes anglais de gauche. Avec le temps, les ex-musiciens de London SS affirmeront que ces deux lettres faisaient référence à la pauvreté de l'époque et signifiaient « Social Security » (« sécurité sociale »),. Geir Wade (le batteur norvégien du groupe à ce moment) affirme qu'à l'origine, c'est qui a proposé le nom de London Social Security parce que tous les membres du groupe étaient alors au chômage. C'est Matt Dangerfield qui propose de le raccourcir à London SS. Au milieu des années 1970 en Angleterre, l'air du temps étant à la provocation, il est probable que ce nom ait été volontairement choisi pour son ambiguïté.
Le groupe passe la majeure partie de sa courte existence à auditionner des membres potentiels. Aux côtés de Jones et James, cependant, le guitariste Brian James (sans liens familiaux avec Tony James) peut être considéré comme un membre à peu près permanent. La liste des autres musiciens qui ont joué avec eux comprend Matt Dangerfield, et Casino Steel (Stein Groven) alors dans The Hollywood Brats, et qui ira plus tard jouer dans The Boys.
Plusieurs autres musiciens notoires croisent London SS mais ne l'intègrent jamais réellement, parmi eux, Paul Simonon et Terry Chimes, futurs membres fondateurs de The Clash. Nicky « Topper » Headon, qui sera le principal batteur des Clash, est pressenti mais refuse l'offre. Rat Scabies, futur batteur de The Damned, joue avec London SS même s'il est toujours dans son propre groupe punk (Rot), en même temps. Roland Hot tient lui aussi la batterie. Le poète punk Patrik Fitzgerald affirme avoir également participé à une audition pour le groupe.
Le seul enregistrement de London SS est une démo sur laquelle figurent Jones, Tony et Brian James, et Hot. Du point de vue musical, ils jouent un rock 'n' roll énergique et reprennent des standards RnB des années 1960, bien que certains ex-membres trouvent que le son du groupe était assez pauvre. Une fois Hot renvoyé en janvier 1976, Brian James part à son tour avec Scabies former The Subterraneans puis plus tard The Damned. L'autre James rejoint Chelsea et avec Billy Idol lance Generation X.
Jones, Simonon et Chimes, quant à eux, recrutent Joe Strummer et forment The Clash. Chimes est ensuite remplacé par Headon, qui laisse à son tour sa place au revenant Chimes. Finalement, London SS est plus connu pour ce que ses membres ont réalisé par la suite que par ce qui s'est passé pendant cette période.
En 2012, Brady rassemble une nouvelle formation du groupe avec Jimi McDonald, Taj Sagoo, Michael Kane, et Andi Emm.